# Communauté de communes de la Gerbe
Die Communauté de communes de la Gerbe ist ein ehemaliger französischer Gemeindeverband (Communauté de communes) im Département Seine-et-Marne und der Region Île-de-France. Er wurde im Dezember 1993 gegründet.

## Mitglieder
- Longueville
- Chenoise
- Saint-Loup-de-Naud
- Rouilly
- Poigny
- Saint-Hilliers
- Cucharmoy
- La Chapelle-Saint-Sulpice
- Mortery

## Quelle
- Le SPLAF - (Website zur Bevölkerung und Verwaltungsgrenzen in Frankreich (frz.))